# Jorge Bonaldi
Jorge Bonaldi (Montevideo, 28 de junio de 1949) guitarrista, cantante y compositor uruguayo de música popular y periodista musical.

## Biografía
Sus comienzos artísticos se dan entre los años 1964 y 1971, incursionando en grupos de música beat y de rock uruguayo. Ejemplo de este período es el grupo Los vagabundos, formado hacia 1968, el cual estaba integrado por también por Jorge Lazaroff y Miguel Amarillo.
A principios de la década de 1970, en función de su interés por desarrollar las expresiones culturales de su sociedad, opta por integrarse al fermental movimiento del canto popular uruguayo de esos tiempos.
Con más de 58 años de trabajo dentro de la música uruguaya y una extensa producción discográfica, ha participado en la fundación de los grupos de música uruguayos Patria Libre, Aguaragua, Canciones para no dormir la siesta y Los que Iban Cantando. Ha cantado sus canciones en Argentina, Portugal, España, Suiza, Suecia, Francia, Bélgica, Holanda, Alemania, Noruega y Uruguay, donde reside corrientemente. A partir de la disolución de "Canciones para no dormir la siesta" en 1990 establece dúo con Adriana Ducret especializado en espectáculos de música para niños con el que ha concretado unas 4.000 presentaciones.[cita requerida]
Es padre de dos hijos Kena Bonaldi Redondo y Jorge Bonaldi Ramos.

## Patria libre
En 1972 participa en la fundación del grupo Patria Libre junto a Miguel Amarillo, Raúl "Tintabrava" Castro y Jorge Lazaroff.
Existe un único álbum de Patria Libre editado por el sello uruguayo "Perro Andaluz" denominado "La historia de Patria Libre" que abarca todo el material disponible del cuarteto. Ver Youtube.

## Discografía

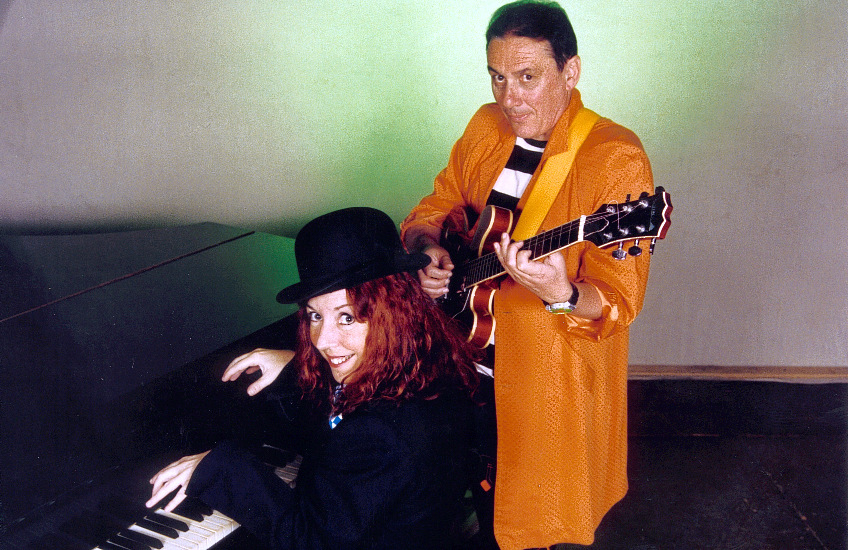
Adriana Ducret y Jorge Bonaldi en 2002.

### Discografía solista
- Canciones y tangueces (Ayuí / Tacuabé a/e17. 1978)
- Montevideo (Ayuí / Tacuabé a/e22. 1978)
- Bandoneón y otras historias (Ayuí / Tacuabé a/e30k. 1981)
- Canción vagabunda (Orfeo, 1983)
- Los versos de la Tía Paca (Sondor. 1985)
- Canciones dibujadas en los vidrios (Ayuí / Tacuabé a/e62k. 1987)
- La cajita de Mainumbé (Orfeo. 1990)
- Casa Disparatada (junto a Adriana Ducret. Orfeo. 1993)
- Jorge Bonaldi para niños (álbum doble. Orfeo/EMI. 1994)
- Y así me gusta a mí (junto a Adriana Ducret. Orfeo. 1996)
- Canciones del otro país (Ayuí / Tacuabé ae178cd. 1997)
- Canciones para no dormir... la mona!! (álbum doble junto a Adriana Ducret. LBM. 2001)
- Obra & Gracia / vol. 1 (CD y DVD. Ayuí / Tacuabé ae314cdav003dvd. 2007)
- El candidato (independiente. 2009)
- Los rinocerontes + Recital en Suecia (independiente.2010)
- Canciones amigas (independiente.2015)
- Sentirnos cerquita (independiente.2021)

### con Los que Iban Cantando
- Uno (Ayuí / Tacuabé a/e14. 1977)
- Dos (Ayuí / Tacuabé a/e16. 1978)
- Juntos (Ayuí / Tacuabé a/e28. 1981)
- Enloquecidamente (Ayuí / Tacuabé a/e63k. 1987)

### Reediciones y recopilaciones
- Y así me gusta a mí (junto a Adriana Ducret. Ayuí / Tacuabé ae203cd. 1998)
- Averiguaciones / De canto, puño y letra (compartido con Luis Trochón. Ayuí / Tacuabé pd 2008. 1999)
- La cajita de Mainumbé (Ayuí / Tacuabé a/e220k. 2000)
- La vuelta del Oso Aretum (contiene "Canciones dibujadas en los vidrios" y "La cajita de Mainumbé". Ayuí / Tacuabé ae219cd. 2000)